# ويليام ي. سميث
ويليام ي. سميث (بالإنجليزية: William Y. Smith)‏ هو ضابط أمريكي، ولد في 13 أغسطس 1925 في هت سبرينغز في الولايات المتحدة، وتوفي في 19 يناير 2016 في فولز تشيرش في الولايات المتحدة.